# 셋업 (1949년 영화)
《셋업》(영어: The Set-Up)은 미국에서 제작된 로버트 와이즈 감독의 1949년 누아르 권투 드라마 영화이다. 로버트 라이언 등이 출연하였고, 리처드 골드스톤 등이 제작에 참여하였다.

## 줄거리
35살 권투 선수 빌 “스토커” 톰프슨의 아내 줄리는 그의 안위를 염려하며 그만 은퇴하길 원하지만 스토커는 계속 싸울 생각뿐이다. 스토커가 마피아 관리 하에 있는 23살 짜리와 경기를 하게 되자 매니저 타이니는 스토커가 당연히 질 거라고 예상해 이를 스토커가 무조건 패배하게 짜여져 있는 판으로 간주하고 스토커에게는 알리지 않은 채 지역 폭력배에게서 뒷돈을 받는다.  

## 출연진
- 로버트 라이언
- 오드리 토터
- 조지 터바이어스
- 앨런 백스터
- 월리스 포드
- 퍼시 헬턴
- 핼 피벌링
- 대릴 히크먼
- 제임스 에드워즈
- 데이비드 클라크
- 필립 파인
- 에드윈 맥스
- 아서 “위지” 펠리그
- 허버트 앤더슨 (크레디트 미기재)
- 폴 두보브 (크레디트 미기재)

## 기타 제작진
- 미술: 앨버트 S. 디애거스티노, 잭 오케이